# Bruchophagus bruchophagoides
Bruchophagus bruchophagoides is een vliesvleugelig insect uit de familie Eurytomidae. De wetenschappelijke naam is voor het eerst geldig gepubliceerd in 1925 door Girault.